# Ključ (żupania szybenicko-knińska)
Ključ – wieś w Chorwacji, w żupanii szybenicko-knińskiej, w mieście Drniš. W 2011 roku liczyła 162 mieszkańców.